# دیگه با هم حرف نمی‌زنیم
«دیگه با هم حرف نمی‌زنیم» (به انگلیسی: We Don't Talk Anymore) ترانه‌ای ضبط شده توسط چارلی پوث خواننده آمریکایی از نخستین آلبومش به نام ناین ترک نایت منتشر شده در سال ۲۰۱۶ است. سلنا گومز نیز در این ترانه به عنوان مهمان همخوانی می‌کند.
این ترانه به رتبه نه در جدول ۱۰۰ آهنگ داغ بیلبورد ایالات متحده رسید و به دومین تک‌آهنگ برتر برتر پوث و ششمین تک‌آهنگ برتر گومز در این جدول تبدیل شد. همچنین در بیش از ۲۰ کشور جهان به ۱۰ رتبه برتر رسیده‌است و در ایتالیا، لبنان، صربستان و رومانی به رتبه اول رسید.این آهنگ توسط خوانندگان دیگری کاور شده است، مانند اعضای بی تی اس.

## تولید
چارلی پوت از نحوهٔ شکل‌گیری همکاری‌اش در این آهنگ با سلنا گومز در مصاحبه‌ای با بیلبورد این‌طور بیان کرد که ما برای اولین بار به واسطهٔ تیلور سویفت پس از مراسم ام‌تی‌دی یکدیگر را ملاقات کردیم. فکر می‌کنم که همان‌جا بود که گفتم «یک‌وقت باید یک کاری بکنیم». من این حرف را تقریباً به تمام افرادی که با آنها ملاقات می‌کنم می‌زنم.
فکر می‌کنم حدوداً یک چهار ماهی گذشته بود که موقعیت این کار آن هم به شکلی عجیبی جور شد. دموی آهنگ We Don't Talk Anymore را که کاملاً توسط خودم اجرا شده بود از طریق FaceTime برایش ارسال کردم. بعدِ شنیدن دمو گفت که به آهنگ علاقه‌مند است و تحتِ تأثیر آن قرار گرفته. من هم گفتم که این کار را می‌توانیم دوتایی انجام بدهیم. اکثر افراد به نوعی با مضمون عاطفی این آهنگ هم‌ذات‌پنداری می‌کنند و برای خودم و سلنا هم این امر صادق بود، که همین امر اتفاقاً باعث شد که موقع اجرا خیلی واقعی و صادقانه از آب در بیاید.
سلنا در لاس وگاس بود و از همان‌جا خودش را به خانه اجاره‌ای من آن در موقع در هالیوود هیلز رساند. حدودهای ساعت ۲ صبح رسید و بخشی را که مربوط به خودش بود در یک کابین ضبط موقت در کمد دیواری ضبط کرد. اصلاً و ابداً وضعیت جالبی نبود. من صبح روز بعد می‌بایست می‌رفتم لندن؛ یک خُرده هم خمار بودم چون تازه از یک پارتی برگشته بودم. اما چاره‌ای نبود و همان شب می‌بایست همه صداها را ضبط می‌کردم. انجام یک چنین کارهایی ساعت ۵ صبح واقعاً خیلی چالش‌برانگیز و مشکل بود. اما وقتی روز بعد از خواب بیدار شدم و به کار گوش کردم حس کردم که واقعاً ارزشش را داشته. چون واقعاً صدای سلنا عالی شده بود.موضوع جالب این است که طرفداران میگویند که خود چارلی و سلنا در همین حالت وی دونت تاک انیمور هستند!